# Deutsches Land – Heimatland
Deutsches Land – Heimatland war eine Buchreihe des Volksverlags Weimar, mit der durch Wort und Bild die Liebe zur Heimat geweckt und vertieft werden sollte. Sie wurde von Kurt Kampe in den 1950er Jahren herausgegeben.
Es erschienen folgende Bände:
- Wally Eichhorn-Nelson und Herbert Greiner-Mai: Bilderbuch vom hohen Thüringer Wald, 156 Seiten mit 38 Bildern
- Harry Thürk: Täler und Gipfel am Strom. Ein Streifzug durch die Sächsische Schweiz, 116 Seiten mit 32 Bildern
- Franz Hammer: Rings um den Inselsberg, 1958
- Armin Müller und Erich Hahn: Reise in die Rhön
- W. Gerisch: Ostthüringen